# Casato di Mehrān
Il Casato di Mehrān o Casato di Mihrān (in persiano خاندان مهران‎, Khāndān-e Mehrān) fu un casato aristocratico iranico (shahrdārān) che faceva parte dei sette grandi casati partici dell'Impero sasanide, che reclamavano una loro discendenza dall'antica dinastia Partica Una branca della famiglia formò la linea Mihranide dei sovrani dell'Albania caucasica (Arran) e la Dinastia cosroide (Kartli).

## Storia
Menzionato per la prima volta a metà del III secolo nell'iscrizione trilingue della Ka'ba-ye Zartosht (in persiano کعبه زرتشت‎), riguardante le attività politiche, militari e religiose di Shapur I, il secondo Shāhanshāh sasanide d'Iran, la famiglia mantenne in via ereditaria il "margraviato" di Ray lungo tutto il periodo sasanide. Numerosi componenti della famiglia servirono come generali nelle guerre romano-persiane, in cui sono ricordati semplicemente come Mihran o Μιρράνης, mirránēs nelle fonti greche. Infatti Procopio di Cesarea, nella sua Storia delle guerre, sostiene che il nome di famiglia Mihran è un titolo equivalente a "Generale".
Generali di rilievo del Casato di Mihran comprendono: Perozes, il comandante in capo persiano durante la Guerra romano-persiana del 502-506 e la battaglia di Dara, Golon Mihran, che combatté contro i Bizantini in Armenia nel 572–573, e Bahram Chobin, che guidò un colpo di Stato contro Khosrau II e che usurpò per breve tempo la corona dal 590 al 591.
Nel corso del IV secolo, branche della famiglia ottennero il trono di tre entità politiche caucasiche: Iberia (Cosroidi), Gogarene e Albania caucasica/Gardman (Mihranidi).